# جمعية مدرسي حوزة قم العلمية
جمعية مدرسي حوزة قم العلمية (بالفارسية: جامعه مدرسین حوزه علمیه قم) تأسّست عام 1961مـ من قبل العلماء والأساتذة المسلمين البارزين في الحوزة العلمية في مدينة قم الإيرانية. تأسست الجمعية من قبل طلاب آية الله الخميني بعد نفيه إلى العراق من أجل تنظيم أنشطة سياسية من أتباع الخميني وتعزيز التفسير الثوري له من الإسلام مثل فكرة الحكومة الإسلامية وکانت أنشطتها مرکزة علی مناهضة النظام الملکي لمحمد رضا بهلوي شاه إيران المخلوع. ولكن بعد الثورة الإسلامية شارك في تأسيس وتثبيت إقامة الدولة الإسلامية في إيران. هذه الجمعية من الجمعيات القريبة للأصولية وترأس حاليا المجلس الأعلى لحوزات قم. من أهمّ أنشطة جمعية مدرسي حوزة قم العلمية هي تحديد قائمة المراجع الدينية المؤهلة للمرجعية.

## صلاحيات
بعض من صلاحيات الجمعية هي کالتالي:
- تحديد مراجع الدين والتعريف بهم.
- تحديد السياسات الکلية والإشراف العالي على المسيرة العلمية والتعليمية لطلبة الحوزات العلمية عبر المجلس الأعلى للحوزات.
- اتّخاذ المواقف إزاء القضايا الضرورية في الجمهورية الإسلامية في إيران من قبيل القضايا الاقتصادية والقضائية والحقوقية والجزائية والثقافية والسياسية والاجتماعية وشرحها ودراستها.
- إصلاح الحوزات ووضع البرامج والخطط اللازمة لها بما يتلائم نظام الجمهورية الإسلامية في إيران والعالم الإسلامي.
- وضع البرامج لإعداد وتدوين المناهج اللازمة عبر المجلس الأعلى.
- وضع البرامج الخاصة بالدعوة ونشر الإسلام في داخل الجمهورية الإسلامية في إيران وسائر البلدان الأخرى.
- وضع البرامج من أجل إعداد الدعاة للداخل والخارج.
- إصلاح واستکمال المناهج الدراسية للحوزات العلمية وإعداد الطلبة عبر الطرق القانونية.
- الدفاع العلمي والمنهجي عن الإسلام.[3]

## أهم الأنشطة
من أهم أنشطة الجمعية کما ذکر في موقعها هي:
- اتخاذ تدابير إصلاحية تتعلق بالبرامج التعليمية والإدارية للحوزات العلمية.
- التواصل مع العلماء والمراجع الدينية والتعاون معهم ومواکبتهم.
- الحفاظ على نهضة الإمام الخميني منذ 1963 حتى 1979م.
- نشر نظرية ولاية الفقيه والدعوة لمرجعية الإمام الخميني.
- النضال ضد نظام الشاه عبر النشاطات الدعوية وفضح ممارساته.
- دعم نشاطات الثوار ضدّ نظام الشاه في أنحاء البلاد.
- التصدّي للتيارات المعادية للثورة ومحاربتها في سنوات ما بعد انتصار الثورة الإسلامية.
- تقديم الدعم اللازم لترسيخ أسس نظام الجمهورية الإسلامية الإيرانية في مختلف الميادين السياسية والثقافية والاجتماعية والاقتصادية ... إلخ.
- تأسيس مجلس مديرية الحوزة، المجلس الأعلى للحوزة، ومجمع النواب الطلبة.
- بذل جهود لإقامة الانتخابات بعد انتصار الثورة، والإعلان عن مرشّحيها للانتخابات وتأييدهم في إطار الأهداف العليا للثورة الإسلامية.[3]

## مجلس الإدارة
قائمة رئيس وأعضاء المجلس الأعلى لجمعية المدرسين ومجلس إدارة الجمعية العامة لجمعية المدرسين:
رئيس وأعضاء جمعية المدرسين:
- محمد يزدي، رئيس جمعية المدرسين
- مرتضی مقتدايي، مساعد الجمعية
- هاشم حسيني بوشهري، مساعد الجمعية

ويتم انتخاب مجلس إدارة الجمعية العامة لجمعية المدرسين لمدة سنتين. الأعضاء المتخبون لمجلس إدارة الجديد (9 أعضاء) في 29 مايو 2014 هم:
- أحمد فرخ فال، رئيس مجلس الإدارة
- صادق محمدي جزه ئي، نائب الأول
- علي رحماني فرد السبزواري، النائب الثاني
- حسين البنيادي، الدبير الأول
- مجيد تلخابي، الدبير الثاني
- محمد مير أحمدي، الشئون المالية
- حسن سعيدي كلبايكاني، عضو مجلس الإدارة
- محمد رضا علم الهدی، عضو مجلس الإدارة
- مرتضی ميركتولي، عضو مجلس الإدارة[5]

## أعضاء مجلس المؤسسين
تألّف مجلس المؤسّسين لجمعية المدرسين من الأعضاء التالي:
- آية الله محمد فاضل اللنكراني، ‌
- آية الله علي مشكيني
- آية الله أحمد جنتي
- آية الله ‌أبو القاسم خزعلي
- آية الله محمد يزدي
- آية الله أحمد آذري قمي[3]

## الأعضاء الحاليون
بعض من الأعضاء الحاليون المشهورون هم:
- آية الله العظمى ناصر مكارم الشيرازي
- آية الله محمد يزدي
- آية الله أحمد جنتي
- آية الله مرتضی مقتدايي
- آية الله حسين المظاهري الأصفهاني
- آية الله العظمى محمد تقي مصباح اليزدي
- آية الله محمود الهاشمي الشاهرودي
- آية الله إبراهيم أميني
- آية الله أحمد خاتمي